# 平规 (前秦)
平規（？—380年），五胡十六国時代前秦官员。
平規担任幽州治中。380年三月，前秦天王苻坚任命征北将军、幽州刺史、行唐公苻洛为使持节，都督益、宁、西南夷诸军事，征南大将军，益州牧，苻洛不满。平规说：“逆取顺守，如同商汤、周武；因祸为福，如同齐桓、晋文。主上虽不算昏暴，但穷兵黩武，百姓中盼望休息的人，十有九家。如果明公将神旗一建，国内百姓定会随从如云。如今地跨全燕，地尽东海，北统乌桓、鲜卑，东面带领高句丽、百济，士兵不下五十多万，为何束手服从征召，走向不测之祸呢！”于是苻洛自称大将军、大都督、秦王。任命平规为幽州刺史。王琳、皇甫杰、魏敷知道终将无成，想要告发苻洛，苻洛把他们全都杀掉。平规说：“如今事情已经败露，怎能半途而废。应声称受诏，实则带领幽州全军，南出常山，阳平公苻融定会远道迎接，然后将他擒获，进据冀州，统领关东兵众以图谋西土，天下弹指间就可以平定！”苻洛听从了平规的意见。五月，窦冲等与苻洛在中山交战，苻洛的军队大败，苻洛被活捉，送至长安。屯骑校尉石越从东莱率领一万骑兵，渡海袭击和龙，斩杀了平规，幽州全部被平定。